# 旌善線
旌善線（チョンソンせん）は、大韓民国江原特別自治道旌善郡にあるミンドゥンサン駅と九切里駅を結ぶ、韓国鉄道公社（KORAIL）の鉄道路線である。

## 路線データ
- 路線距離：38.7km
- 軌間：1,435mm
- 駅数：7
- 複線区間：なし
- 電化区間：なし

## 概要
沿線の炭鉱開発を目的として建設がすすめられた路線で、1966年の開業当初は礼美駅を起点としていたが、1973年に路線の一部を太白線に編入されたため、起点が甑山駅（現在のミンドゥンサン駅）に移った。その後、1974年に九切里駅まで開業して現在の路線が完成したが、末端のアウラジ駅 - 九切里駅間は2004年9月23日より旅客営業を中止しており、2005年7月1日からKORAIL観光開発が運営する観光用レールバイクの線路となっている。
2015年1月15日以降、旅客列車は観光列車の「旌善アリラン列車（A-train）」（2015年1月22日運行開始）のみが運行されており、観光目的の輸送に営業の主軸を置いた路線となっている。A-trainは清凉里駅よりアウラジ駅へ向かい、アウラジ駅 - ミンドゥンサン駅間を往復して、アウラジ駅から清凉里駅に戻る運行形態であり、旌善線内は1日2往復運行されることになっている。
1990年代末までは普通列車として客車1両・機関車1両のピドゥルギ号が路線内を1日数往復した他、清凉里駅から優等列車のトンイル号も乗り入れていた。2000年にピドゥルギ号が廃止されると普通列車はトンイル号に格上げされ、KTX開業にともなう2004年4月のダイヤ改正でトンイル号も廃止されると、ムグンファ号用の客車1両・電源車1両・機関車1両の列車が通勤列車として線内のみ3往復運行された。通勤列車は2008年1月1日のダイヤ改正で廃止され、太白線の堤川駅に直通するムグンファ号が各駅停車で2往復運転されるようになったが、それも2015年1月14日を最後に廃止された。

## 歴史
- 1962年5月10日：建設工事着工。
- 1966年1月10日：礼美駅 - 甑山駅間が開業。
- 1967年1月20日：甑山駅 - 旌善駅間22.6kmが開業[1]。
- 1969年10月15日：旌善駅 - 羅田駅間9.9kmが開業[2]。
- 1971年5月21日：羅田駅 - 余糧駅間6.1kmが開業[3]。
- 1973年10月16日：礼美駅 - 甑山駅間の太白線編入を受け、路線が甑山駅 - 余糧駅間に縮小される。
- 1974年5月4日：余糧駅 - 九切里駅間8.0kmが開業。
- 2000年1月1日：余糧駅をアウラジ駅へ改称。
- 2000年11月14日：この日をもってピドゥルギ号の運行を廃止[4]。翌15日から列車をトンイル号に置き換え。
- 2002年8月31日：平成14年台風第15号の影響で路線が破壊され、旌善駅 - 九切里駅間の運行を中断。
- 2004年2月10日：旌善駅 - 九切里駅間の運行を再開。
- 2004年3月31日：この日をもってトンイル号の運行を廃止。翌4月1日から通勤列車の運行開始。
- 2004年6月27日：別於谷駅 - 仙坪駅間で落石が発生し、同年7月9日まで運行を中断。
- 2004年9月23日：アウラジ駅 - 九切里駅間を休止（事実上の廃止）。
- 2005年7月1日：アウラジ駅 - 九切里駅間において観光用レールバイクの営業を開始。
- 2007年12月31日：この日をもって通勤列車の運行を廃止。翌2008年1月1日から堤川駅 - ミンドゥンサン駅 - アウラジ駅間のムグンファ号運行開始。
- 2009年7月1日：ソウル駅 - アウラジ駅間の臨時ムグンファ号を運行開始。
- 2010年1月5日：臨時ムグンファ号の運行区間を清凉里駅 - アウラジ駅に短縮。以降、旌善五日市が立つ日のみ運行。
- 2015年1月12日：この日をもって臨時ムグンファ号の運行を終了。
- 2015年1月14日：この日をもって堤川駅 - アウラジ駅間のムグンファ号の運行を終了、一般旅客列車の設定がなくなる。
- 2015年1月15日：清凉里駅構内で旌善アリラン列車の開通式。
- 2015年 1月22日：旌善アリラン列車運行開始。
- 2017年12月18日：甑山駅をミンドゥンサン駅へ改称。

## 駅一覧
- ●：全列車停車、|：全列車通過
- 駅所在地は全線江原特別自治道旌善郡内。

| 駅名             | 駅名       | 駅名       | 駅間キロ (km) | 累計キロ (km) | 駅 等級      | 駅種別       | 旌 善 ア リ ラ ン 列 車 | 接続路線               |
| 日本語           | ハングル   | 英語       | 駅間キロ (km) | 累計キロ (km) | 駅 等級      | 駅種別       | 旌 善 ア リ ラ ン 列 車 | 接続路線               |
| ---------------- | ---------- | ---------- | ------------- | ------------- | ------------ | ------------ | ----------------------- | ---------------------- |
| ミンドゥンサン駅 | 민둥산역   | Mindungsan | 0.0           | 0.0           | 3級          | 普通駅       | ●                       | 韓国鉄道公社：太白本線 |
| 別於谷駅         | 별어곡역   | Byeoreogok | 6.4           | 6.4           | 無配置簡易駅 | 無配置簡易駅 | ●                       |                        |
| 仙坪駅           | 선평역     | Seonpyeong | 7.3           | 13.7          | 無配置簡易駅 | 無配置簡易駅 | ●                       |                        |
| 旌善駅           | 정선역     | Jeongseon  | 8.9           | 22.6          | 3級          | 普通駅       | ●                       |                        |
| 羅田駅           | 나전역     | Najeon     | 10.0          | 32.6          | 無配置簡易駅 | 無配置簡易駅 | ●                       |                        |
| アウラジ駅       | 아우라지역 | Auraji     | 6.1           | 38.7          | 無配置簡易駅 | 無配置簡易駅 | ●                       | 旌善レールバイク       |
| 九切里駅         | 구절리역   | Gujeol-ri  | 7.2           | 45.9          | 無配置簡易駅 | 無配置簡易駅 |                         |                        |